# Maninghem
Ne doit pas être confondu avec Maninghen-Henne.
Maninghem [manɛ̃ɡɑ̃], connue également sous le nom de Maninghem-au-Mont, est une commune française située dans le département du Pas-de-Calais en région Hauts-de-France. Ses habitants sont appelés les Maninghemois. La commune fait partie de la communauté de communes du Haut Pays du Montreuillois.

## Géographie

### Localisation
Localisée dans le sud-ouest du département du Pas-de-Calais, Maninghem est une commune située, à vol d'oiseau, à 14 km au nord-est de la commune de Montreuil-sur-Mer (chef-lieu d'arrondissement).
Le territoire de la commune est limitrophe de ceux de six communes.
Les communes limitrophes sont  Avesnes, Bimont, Herly, Hucqueliers, Quilen et Wicquinghem.

### Géologie et relief
La superficie de la commune est de 3,93 km2 ; son altitude varie de 150  à   197 m.

### Hydrographie
La commune est située dans le bassin Artois-Picardie. Elle n'est drainée par aucun cours d'eau,.

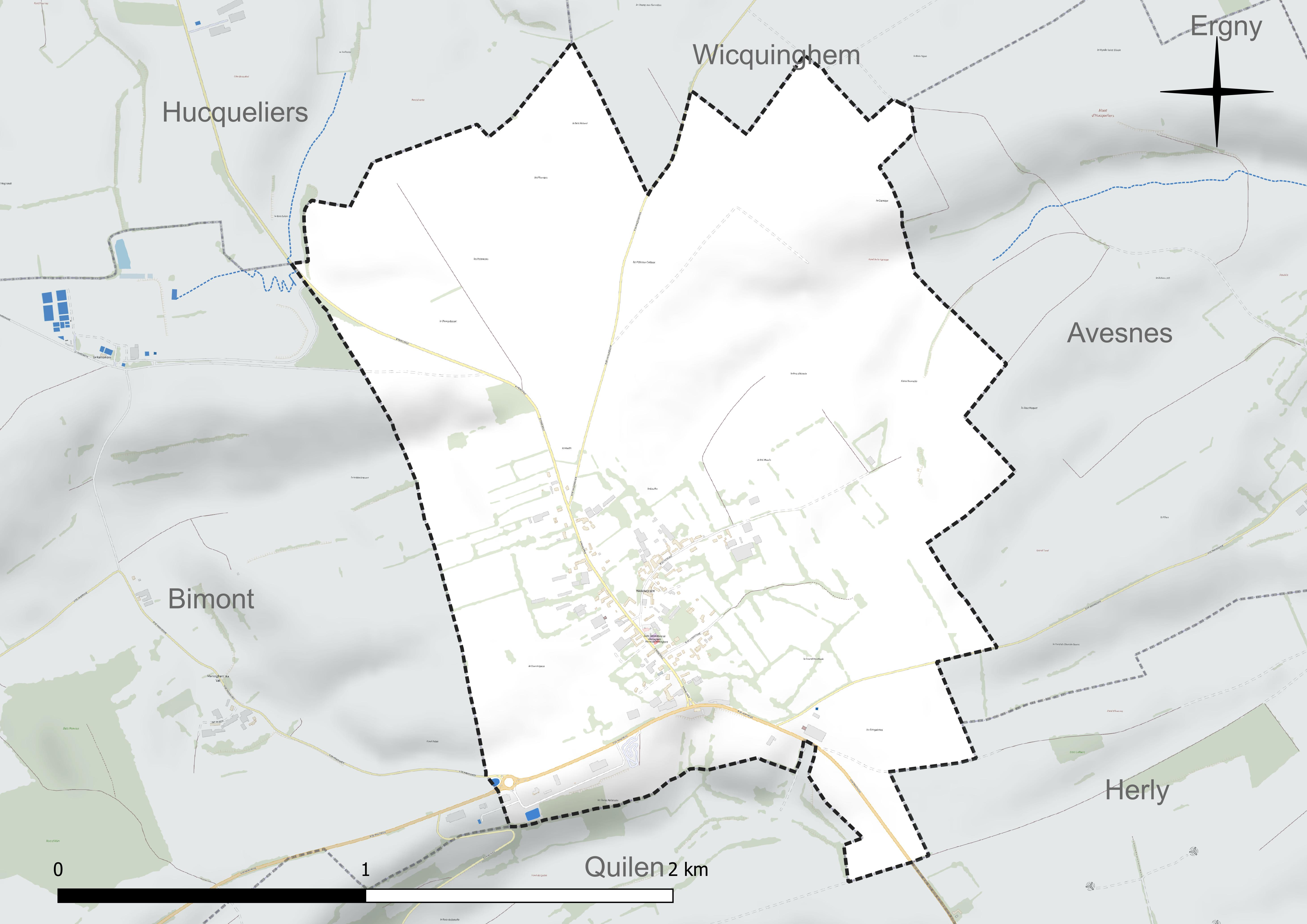
Réseau hydrographique de Maninghem.

### Climat
Pour des articles plus généraux, voir Climat des Hauts-de-France et Climat du Pas-de-Calais.
En 2010, le climat de la commune est de type climat océanique altéré, selon une étude du CNRS s'appuyant sur une série de données couvrant la période 1971-2000. En 2020, Météo-France publie une typologie des climats de la France métropolitaine dans laquelle la commune est exposée à un climat océanique et est dans la région climatique Côtes de la Manche orientale, caractérisée par un faible ensoleillement (1 550 h/an) ; forte humidité de l'air (plus de 20 h/jour avec humidité relative > 80 % en hiver), vents forts fréquents.
Pour la période 1971-2000, la température annuelle moyenne est de 10 °C, avec une amplitude thermique annuelle de 13,7 °C. Le cumul annuel moyen de précipitations est de 908 mm, avec 13,2 jours de précipitations en janvier et 9,2 jours en juillet. Pour la période 1991-2020, la température moyenne annuelle observée sur la station météorologique la plus proche, située sur la commune de Radinghem à 13 km à vol d'oiseau, est de 10,5 °C et le cumul annuel moyen de précipitations est de 1 038,1 mm,. Pour l'avenir, les paramètres climatiques de la commune estimés pour 2050 selon différents scénarios d'émission de gaz à effet de serre sont consultables sur un site dédié publié par Météo-France en novembre 2022.

### Paysages
Pour un article plus général, voir Paysage en France.
La commune est située dans le « paysage montreuillois » tel que défini dans l'atlas des paysages de la région Nord-Pas-de-Calais, conçu par la direction régionale de l'Environnement, de l'Aménagement et du Logement (DREAL),. Ce paysage, qui concerne 98 communes, se délimite : à l'Ouest par des falaises qui, avec le recul de la mer, ont donné naissance aux bas-champs ourlées de dunes ; au Nord par la boutonnière du Boulonnais ; au sud par le vaste plateau formé par la vallée de l'Authie, et à l'Est par les paysages du Ternois et de Haut-Artois. Ce paysage régional, avec, dans son axe central, la vallée de la Canche et ses nombreux affluents comme la Course, la Créquoise, la Planquette…, offre une alternance de vallées et de plateaux, appelée « ondulations montreuilloises ». Dans ce paysage, et plus particulièrement sur les plateaux, on cultive la betterave sucrière, le blé et le maïs, et les plateaux entre la Ternoise et la Créquoise sont couverts de vastes massifs forestiers comme la forêt d'Hesdin, les bois de Fressin, Sains-lès-Fressin, Créquy….

### Milieux naturels et biodiversité

#### Zones naturelles d'intérêt écologique, faunistique et floristique
L'inventaire des zones naturelles d'intérêt écologique, faunistique et floristique (ZNIEFF) a pour objectif de réaliser une couverture des zones les plus intéressantes sur le plan écologique, essentiellement dans la perspective d'améliorer la connaissance du patrimoine naturel national et de fournir aux différents décideurs un outil d'aide à la prise en compte de l'environnement dans l'aménagement du territoire.
Le territoire communal comprend deux ZNIEFF de type 2 : 
- la vallée de la Course. Elle se situe dans le pays de Montreuil et plus précisément dans l'entité paysagère des ondulations montreuilloises[12] ;
- la haute vallée de l'Aa et ses versants en amont de Remilly-Wirquin. La haute vallée de l'Aa se rattache à l'entité paysagère des hauts plateaux artésiens, elle intègre la source de ce fleuve côtier situé à Bourthes et les premiers kilomètres de ce cours d'eau qui trace un sillon profond dans les collines de l'Artois[13].

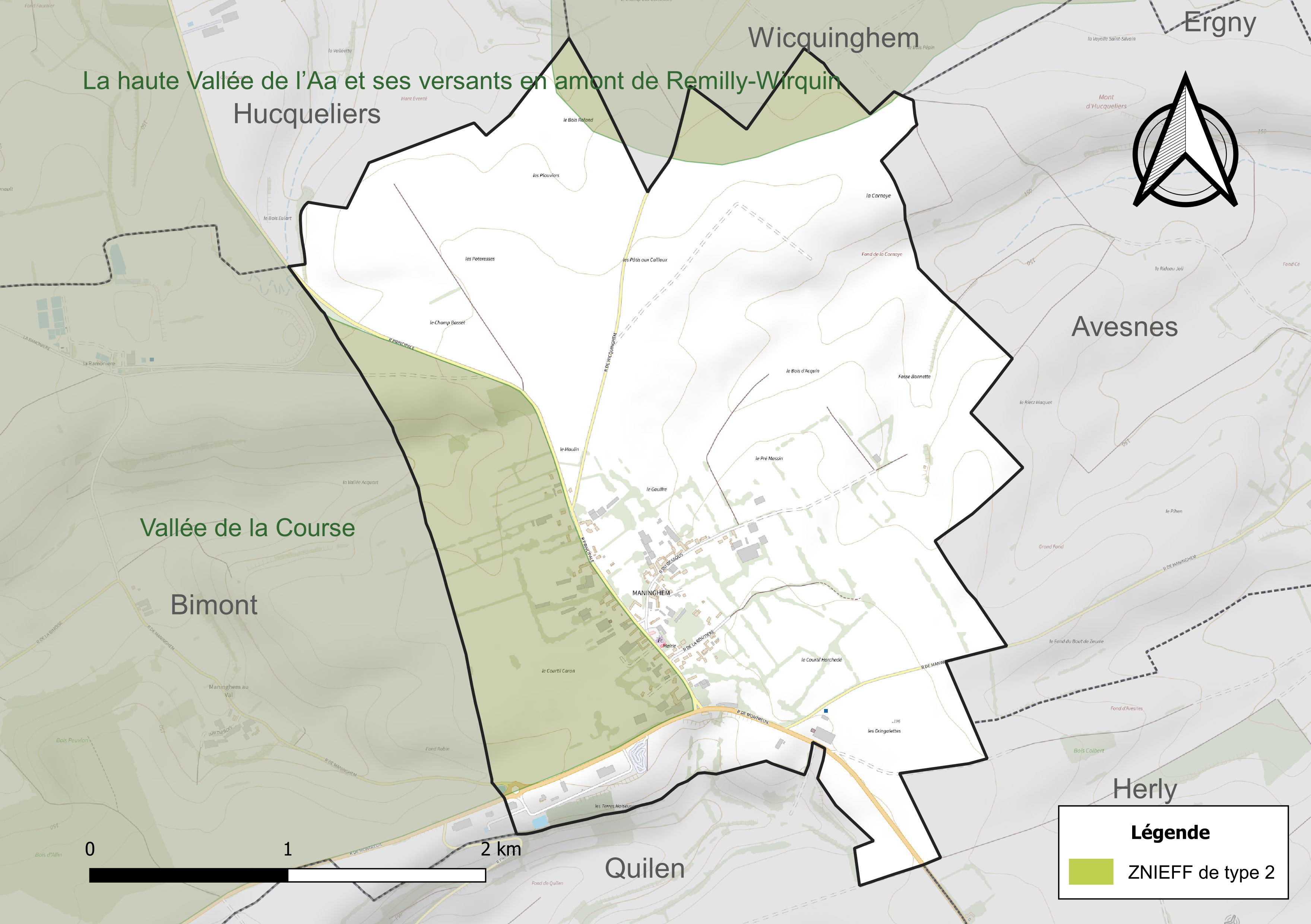
Carte des ZNIEFF sur la commune.

#### Espèces faunistiques et floristiques
L'Inventaire national du patrimoine naturel (INPN) recense plusieurs espèces faunistiques et floristiques sur le territoire de la commune dont certaines sont protégées et d'autres menacées et quasi-menacées.

## Urbanisme

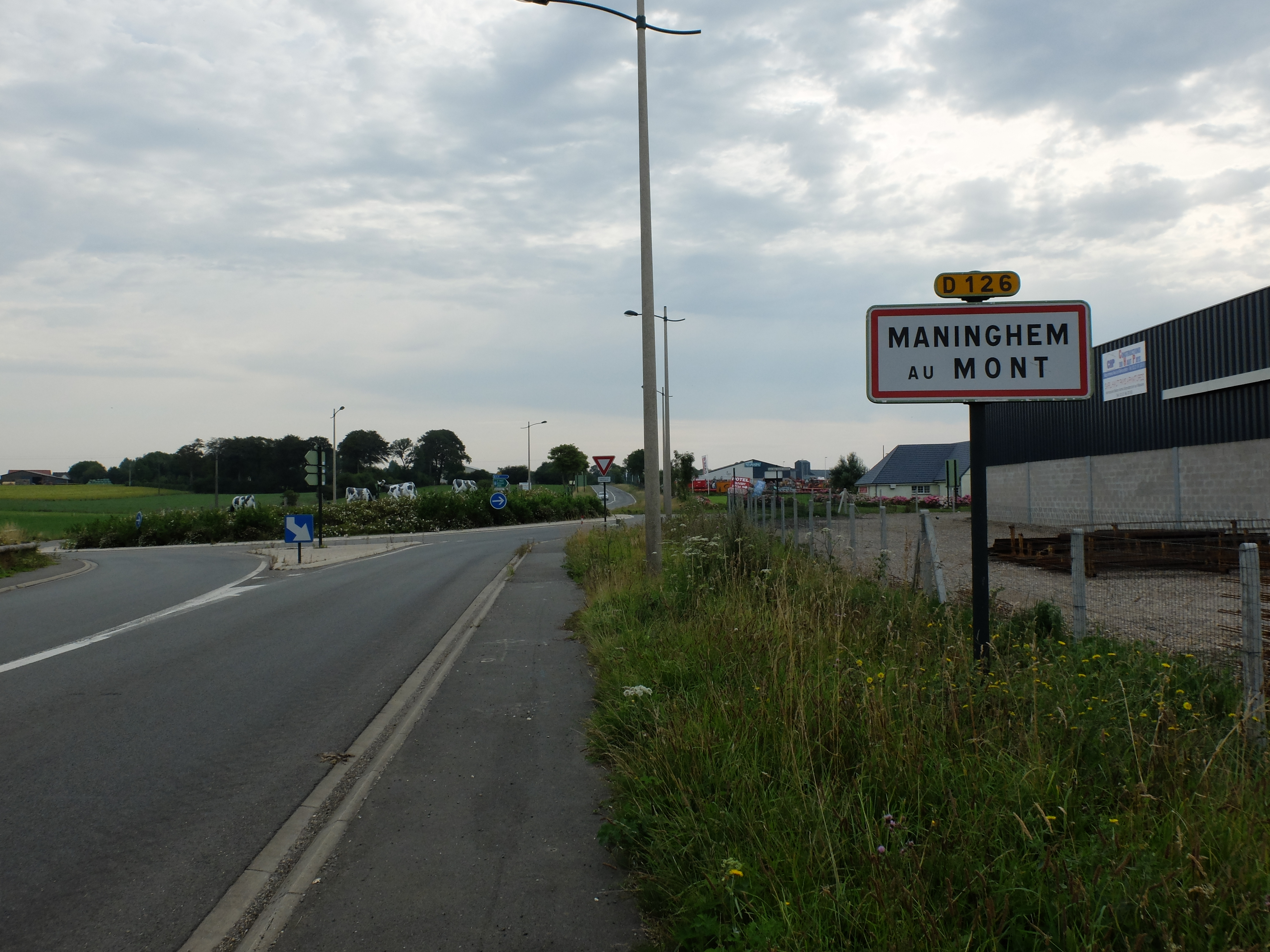
Une entrée de la commune.

### Typologie
Au 1er janvier 2024, Maninghem est catégorisée commune rurale à habitat dispersé, selon la nouvelle grille communale de densité à sept niveaux définie par l'Insee en 2022.
Elle est située hors unité urbaine et hors attraction des villes,.

### Occupation des sols
L'occupation des sols de la commune, telle qu'elle ressort de la base de données européenne d'occupation biophysique des sols Corine Land Cover (CLC), est marquée par l'importance des territoires agricoles (93,2 % en 2018), une proportion sensiblement équivalente à celle de 1990 (93,3 %). La répartition détaillée en 2018 est la suivante : 
terres arables (64,9 %), prairies (28,3 %), zones urbanisées (6,7 %). L'évolution de l'occupation des sols de la commune et de ses infrastructures peut être observée sur les différentes représentations cartographiques du territoire : la carte de Cassini (XVIIIe siècle), la carte d'état-major (1820-1866) et les cartes ou photos aériennes de l'IGN pour la période actuelle (1950 à aujourd'hui).

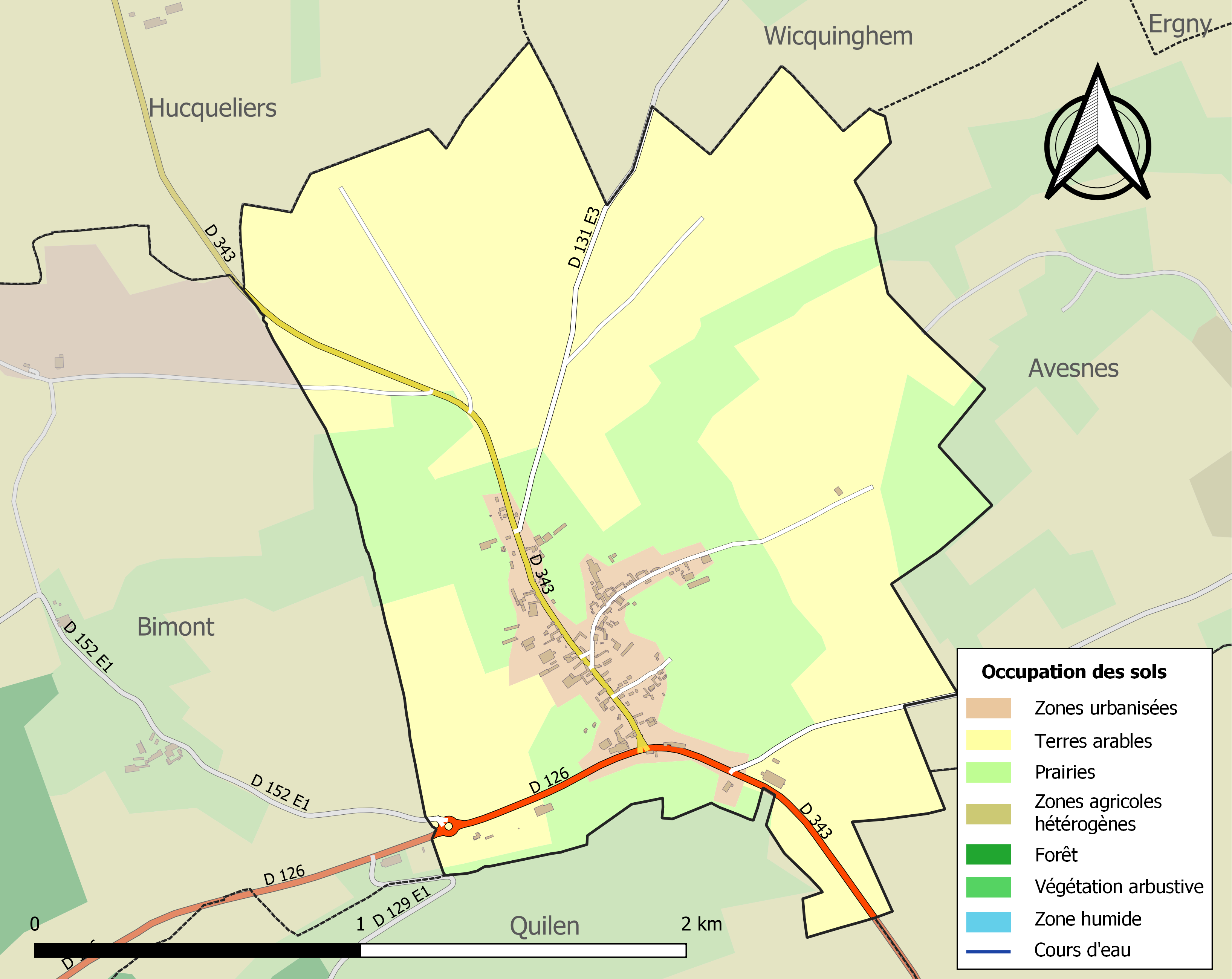
Carte des infrastructures et de l'occupation des sols de la commune en 2018 (CLC).

## Toponymie
Le nom de la localité est attesté sous les formes Menolvingahem in pago Ternensi (877) ; Maninghehem (1142) ; Maningeham (1214) ; Maninghehan (1309) ; Maninguen (1553) ; Maninghem en 1793 et depuis 1801.
D'un nom de personne germanique Manulfus suivi du suffixe -ingen + heim, signifiant « demeure du peuple de Manulfus ».

## Politique et administration

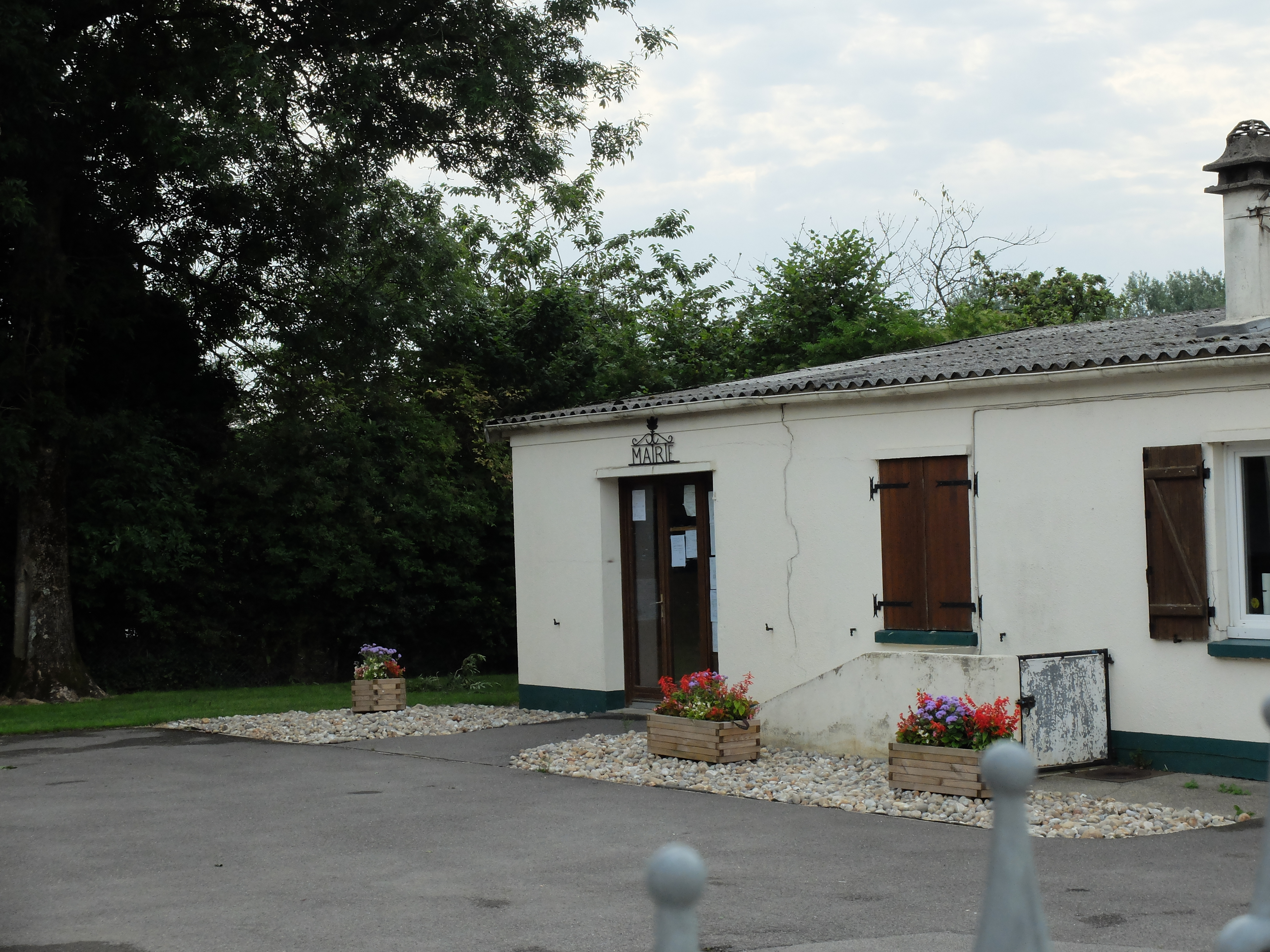
La mairie.

### Découpage territorial
La commune se trouve dans l'arrondissement de Montreuil du département du Pas-de-Calais.

#### Commune et intercommunalités
La commune fait partie de la communauté de communes du Haut Pays du Montreuillois qui regroupe 49 communes et compte 15 703 habitants en 2021.

#### Circonscriptions administratives
La commune est rattachée au canton de Lumbres.

#### Circonscriptions électorales
Pour l'élection des députés, la commune fait partie de la quatrième circonscription du Pas-de-Calais.

### Élections municipales et communautaires

#### Liste des maires
| Période                                  | Période                    | Identité                          | Étiquette | Qualité                                     |
| ---------------------------------------- | -------------------------- | --------------------------------- | --------- | ------------------------------------------- |
| Les données manquantes sont à compléter. |                            |                                   |           |                                             |
| -                                        | 1803                       | Jean Peuvion                      |           | Propriétaire                                |
| Les données manquantes sont à compléter. |                            |                                   |           |                                             |
| 1977                                     | 1995                       | Émile Leduc                       |           | Agriculteur                                 |
| 1995                                     | 2014                       | Jean-Paul Marvalin                | DVD       | Expert-comptable                            |
| 2014,                                    | En cours (au 28 mars 2022) | Philippe Leduc Fils d'Émile Leduc | SE        | Agriculteur Réélu pour le mandat 2020-2026, |

## Population et société

### Démographie
Les habitants sont appelés les Maninghemois.

#### Évolution démographique
L'évolution du nombre d'habitants est connue à travers les recensements de la population effectués dans la commune depuis 1793. Pour les communes de moins de 10 000 habitants, une enquête de recensement portant sur toute la population est réalisée tous les cinq ans, les populations de référence des années intermédiaires étant quant à elles estimées par interpolation ou extrapolation. Pour la commune, le premier recensement exhaustif entrant dans le cadre du nouveau dispositif a été réalisé en 2007.

En 2022, la commune comptait 150 habitants, en évolution de −0,66 % par rapport à 2016 (Pas-de-Calais : −0,72 %, France hors Mayotte : +2,11 %).
| 1793 | 1800 | 1806 | 1821 | 1831 | 1836 | 1841 | 1846 | 1851 |
| ---- | ---- | ---- | ---- | ---- | ---- | ---- | ---- | ---- |
| 201  | 104  | 200  | 205  | 188  | 169  | 182  | 178  | 182  |

| 1856 | 1861 | 1866 | 1872 | 1876 | 1881 | 1886 | 1891 | 1896 |
| ---- | ---- | ---- | ---- | ---- | ---- | ---- | ---- | ---- |
| 175  | 172  | 196  | 183  | 189  | 183  | 140  | 157  | 176  |

| 1901 | 1906 | 1911 | 1921 | 1926 | 1931 | 1936 | 1946 | 1954 |
| ---- | ---- | ---- | ---- | ---- | ---- | ---- | ---- | ---- |
| 185  | 166  | 133  | 132  | 122  | 132  | 137  | 121  | 126  |

| 1962 | 1968 | 1975 | 1982 | 1990 | 1999 | 2006 | 2007 | 2012 |
| ---- | ---- | ---- | ---- | ---- | ---- | ---- | ---- | ---- |
| 122  | 112  | 121  | 127  | 161  | 137  | 143  | 144  | 152  |

| 2017 | 2022 | - | - | - | - | - | - | - |
| ---- | ---- | - | - | - | - | - | - | - |
| 151  | 150  | - | - | - | - | - | - | - |

#### Pyramide des âges
En 2018, le taux de personnes d'un âge inférieur à 30 ans s'élève à 36,4 %, soit en dessous de la moyenne départementale (36,7 %). De même, le taux de personnes d'âge supérieur à 60 ans est de 24,5 % la même année, alors qu'il est de 24,9 % au niveau départemental.
En 2018, la commune comptait 80 hommes pour 69 femmes, soit un taux de 53,69 % d'hommes, largement supérieur au taux départemental (48,50 %).
Les pyramides des âges de la commune et du département s'établissent comme suit.
| Hommes | Classe d’âge | Femmes |
| ------ | ------------ | ------ |
| 1,2    | 90 ou +      | 0,0    |
| 3,7    | 75-89 ans    | 1,4    |
| 21,0   | 60-74 ans    | 21,4   |
| 16,0   | 45-59 ans    | 15,7   |
| 24,7   | 30-44 ans    | 21,4   |
| 12,3   | 15-29 ans    | 18,6   |
| 21,0   | 0-14 ans     | 21,4   |

| Hommes | Classe d’âge | Femmes |
| ------ | ------------ | ------ |
| 0,5    | 90 ou +      | 1,6    |
| 5,6    | 75-89 ans    | 8,9    |
| 16,7   | 60-74 ans    | 18,1   |
| 20,2   | 45-59 ans    | 19,2   |
| 18,9   | 30-44 ans    | 18,1   |
| 18,2   | 15-29 ans    | 16,2   |
| 19,9   | 0-14 ans     | 17,9   |

### Sports et loisirs
Un circuit de mini motos, le « GP Park », disposant de quinze motos de 88 cm3, ouvre en août 2022. Le circuit, de 450 m, est homologué par la fédération française de motocyclisme (FFM), il propose des prestations de type circuit de compétitions et sans obligation de permis moto, accessible à partir de 12 ans.

## Culture locale et patrimoine

### Lieux et monuments
- L'église de la Visitation.
- Le monument aux morts, surmonté d'une croix latine[38].

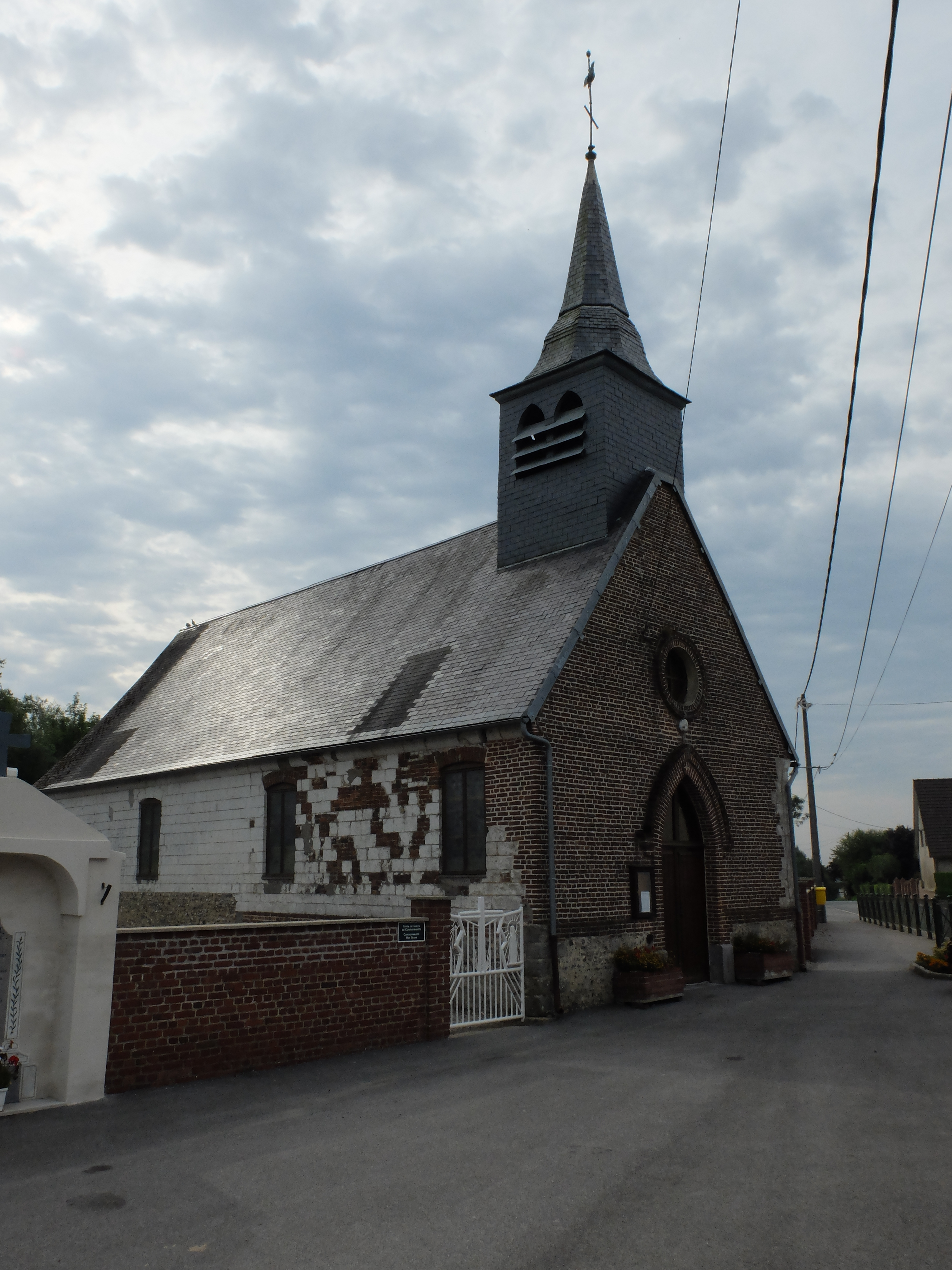
L'église.
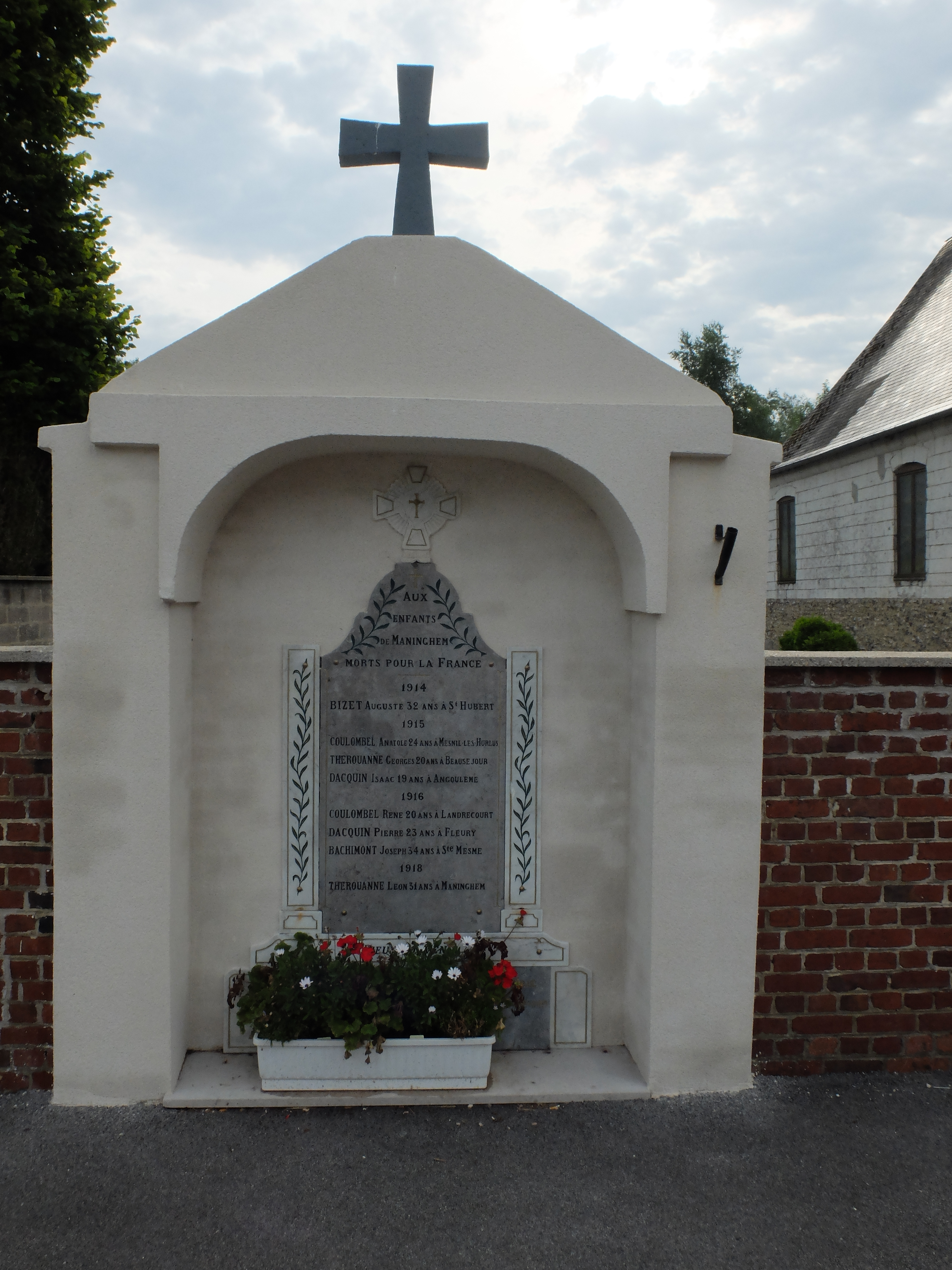
Le monument aux morts.

### Personnalités liées à la commune
- Jean-Baptiste Bachimont, né en 1770 à Maninghem, officier de la chouannerie opposée à la Révolution française.

### Héraldique
| Blason de Maninghem | Blason  | D'argent au chevron de sinople soutenu d'un lion d'azur, armé et lampassé de gueules. |
| Blason de Maninghem | Détails | Armes de la famille d'Ostove, dont Guillaume d'Ostove, seigneur de Clenleu, était seigneur de Maninghem en 1598, et qui portait : « d'argent au lion d'azur armé et lampassé de gueules ». Le chevron de sinople évoque l'altitude du village, 183 m, faisant de la commune l'un des points culminants du Pas-de-Calais. Le statut officiel du blason reste à déterminer. |

## Pour approfondir

#### Bases de données, dictionnaires et encyclopédies
- Ressources relatives à la géographie :   - Insee (communes)
  - Ldh/EHESS/Cassini
- Ressource relative à plusieurs domaines :   - Annuaire du service public français
- Notices d'autorité :   - BnF (données)